# Sikkimia antennata
Sikkimia antennata is een keversoort uit de familie bladkevers (Chrysomelidae). De wetenschappelijke naam van de soort werd in 1891 gepubliceerd door Duvivier.